# Mark Alexander (Politiker)
Mark Alexander (* 7. Februar 1792 bei Boydton, Mecklenburg County, Virginia; † 7. Oktober 1883 in Scotland Neck, North Carolina) war ein US-amerikanischer Politiker. Zwischen 1819 und 1833 vertrat er den Bundesstaat Virginia im US-Repräsentantenhaus.

## Leben
Mark Alexander besuchte die öffentlichen Schulen seiner Heimat. Danach studierte er bis 1811 an der University of North Carolina in Chapel Hill. Nach einem anschließenden Jurastudium und seiner Zulassung als Rechtsanwalt begann er in Boydton in diesem Beruf zu arbeiten. Gleichzeitig schlug er als Mitglied der Demokratisch-Republikanischen Partei eine politische Laufbahn ein. Zwischen 1815 und 1819 saß er im Abgeordnetenhaus von Virginia.
Bei den Kongresswahlen des Jahres 1818 wurde Alexander im 18. Wahlbezirk von Virginia in das US-Repräsentantenhaus in Washington, D.C. gewählt, wo er am 4. März 1819 die Nachfolge von Thomas M. Nelson antrat. Nach sechs Wiederwahlen konnte er bis zum 3. März 1833 sieben Legislaturperioden im Kongress absolvieren. Seit 1823 vertrat er dort als Nachfolger von William McCoy den vierten Distrikt seines Staates. Von 1825 bis 1829 war er Vorsitzender des Ausschusses zur Verwaltung des Bundesbezirks District of Columbia. In den 1820er Jahren schloss sich Alexander der Bewegung um den späteren US-Präsidenten Andrew Jackson an. Seit dessen Amtsantritt im Jahr 1829 wurde innerhalb und außerhalb des Kongresses heftig über seine Politik diskutiert. Dabei ging es um die umstrittene Durchsetzung des Indian Removal Act, den Konflikt mit dem Staat South Carolina, der in der Nullifikationskrise gipfelte, und die Bankenpolitik des Präsidenten. In den Jahren 1829 und 1830 war Alexander auch Delegierter auf einer Versammlung zur Überarbeitung der Verfassung von Virginia. 1832 verzichtete er auf eine weitere Kongresskandidatur.
In den Jahren 1845 und 1846 war Mark Alexander erneut Abgeordneter im Staatsparlament von Virginia. Danach zog er sich aus der Politik zurück und widmete sich seiner Plantage. Er war Sklavenhalter. Er starb am 7. Oktober 1883 in Scotland Neck und wurde in der Episcopal-Kirche begraben.